# Млечник липкий
Мле́чник ли́пкий (лат. Lactárius blénnius) — гриб рода Млечник (лат. Lactarius) семейства Сыроежковые (лат. Russulaceae). Несъедобнен. Некоторыми авторами считается условно съедобным и пригодным для соления, но возможные его токсические свойства не изучены, поэтому собирать не рекомендуется.

## Морфология
- Шляпка ∅ 4—10 см, вначале выпуклая, затем распростёртая, вдавленная в центре, с загнутым вниз краем. Края более светлые и иногда покрыты пушком. Кожица блестящая, клейкая, серо-зелёная с более тёмными концентрическими зонами.
- Пластинки белые, тонкие и частые, слабо нисходящие по ножке.
- Споровый порошок бледно-жёлтый. Споры 7,5×6 мкм, почти округлые, бородавчатые, жилковатые, амилоидные.
- Ножка 4—6 см в высоту, ∅ до 2,5 см, светлее, чем шляпка, клейкая, гладкая.
- мякоть беловатая, компактная, немного ломкая, без запаха, с резким перечным вкусом.
- Млечный сок густой, белого цвета, при подсыхании становится оливково-зелёным.

### Изменчивость
Окраска варьирует от сероватого до грязно-зелёного. Ножка сначала сплошная, потом становится полой. Беловатые пластинки при прикосновении буреют. Мякоть при надрезе приобретает сероватый оттенок.

## Экологияи распространение
Образует микоризу с лиственными деревьями, особенно с буком и берёзой. Встречается обычно небольшими группами в лиственных лесах, часто в гористой местности. Распространён в Европе и Азии.
Сезон — лето — осень.

## Сходные виды
- Lactarius fluens растёт в тех же местах, отличается более зеленоватой окраской и белым, не изменяющимся млечным соком
- Lactarius circellatus растёт только под грабом, его пластинки более тёмного охристого цвета

## Синонимы

### Латинские синонимы
- Agaricus blennius Fr., 1815 basionym
- Galorrheus blennius (Fr.) P. Kumm., 1871
- Lactifluus blennius (Fr.) Kuntze, 1891

### Русские синонимы
- Млечник слизистый
- Млечник серо-зелёный
- Груздь серо-зелёный